# مارشال كرينشاو
مارشال كرينشاو (بالإنجليزية: Marshall Crenshaw)‏ هو مغني ومغن مؤلف أمريكي، ولد في 11 نوفمبر 1953 في ديترويت في الولايات المتحدة.

## وصلات خارجية
- الموقع الرسمي
- مارشال كرينشاو على موقع IMDb (الإنجليزية)
- مارشال كرينشاو على موقع ميوزك برينز (الإنجليزية)
- مارشال كرينشاو على موقع أول ميوزيك (الإنجليزية)
- مارشال كرينشاو على موقع ديسكوغز (الإنجليزية)
- مارشال كرينشاو على موقع قاعدة بيانات الفيلم (الإنجليزية)